# Louise Michel
Pour les articles homonymes, voir Louise Michel (homonymie), Michel et Vierge rouge.
Louise Michel , alias « Enjolras », née le 29 mai 1830 à Vroncourt-la-Côte et morte le 9 janvier 1905 à Marseille, est une institutrice, écrivaine, poète, philosophe, communarde, et franc-maçonne française. Figure majeure de la Commune de Paris, où elle s'implique militairement et politiquement et est l'une des représentantes les plus célèbres de la part prise par les femmes dans la Commune de Paris, elle est aussi une figure féministe et devient dès son vivant l'une des personnalités majeures de l'anarchisme, un mouvement qu'elle rejoint après la Commune et qu'elle influence en profondeur.
Préoccupée très tôt par l'éducation, elle enseigne quelques années avant de se rendre à Paris en 1856. À 26 ans, elle y développe une importante activité littéraire, pédagogique et politique et se lie avec plusieurs personnalités révolutionnaires blanquistes de Paris des années 1860.
En 1871, elle participe activement aux événements de la Commune de Paris, autant en première ligne qu'en soutien. S'étant livrée en mai pour faire libérer sa mère, elle est déportée en Nouvelle-Calédonie où elle se convertit à la pensée anarchiste. Elle revient en métropole en 1880 grâce à l'amnistie des communards, et, très populaire, multiplie les manifestations et réunions en faveur des prolétaires. Elle reste surveillée par la police et est emprisonnée à plusieurs reprises, mais poursuit son militantisme politique dans toute la France, jusqu'à sa mort à l'âge de 74 ans à Marseille.
Elle demeure une figure révolutionnaire et anarchiste de premier plan dans l'imaginaire collectif. Première à arborer le drapeau noir, elle popularise celui-ci au sein du mouvement libertaire. Elle est aussi un précurseur de la question du bien-être animal, dénonçant l'exploitation des bêtes de somme notamment, en parallèle de celle des êtres humains.

## Biographie

### Jeunesse

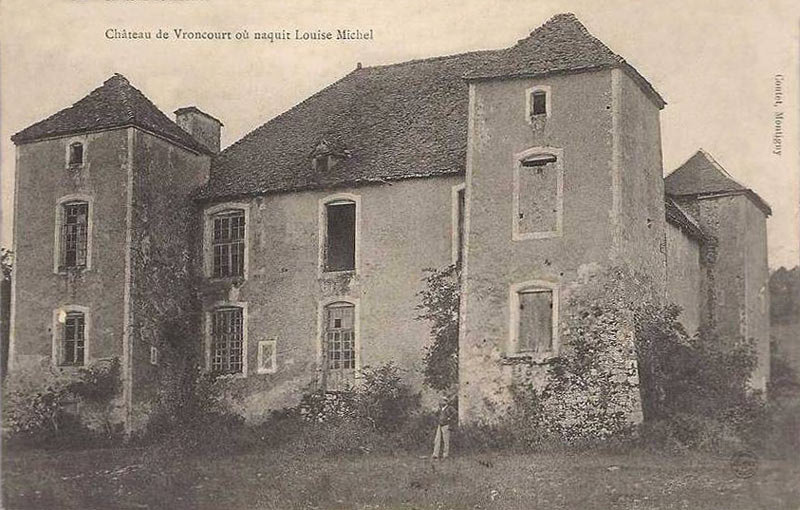
Le château de Vroncourt.

Née au château de Vroncourt en Haute-Marne le 29 mai 1830, Louise Michel, parfois appelée Clémence-Louise Michel, est la fille naturelle de Marie Anne Michel, femme de chambre, et d'un père non dénommé, vraisemblablement le fils du châtelain Laurent Demahis,,. À la suite de sa naissance, Laurent Demahis est éloigné du château, tandis que Louise y est élevée, près de sa mère, et dans la famille des parents de Laurent Demahis, qu’elle appelle ses grands-parents. Jusqu'à ses 20 ans, Louise porte le patronyme de son grand-père Étienne-Charles Demahis (1762-1845), qui fut sous l'Ancien régime avocat au Parlement de Paris et descendait d'une famille de la noblesse de robe (de Mahis) remontant au XVIIe siècle ; il lui donne le goût d'une culture classique où domine l'héritage des Lumières, notamment Voltaire et Jean-Jacques Rousseau ; elle reçoit une instruction solide, une éducation libérale et semble avoir été heureuse, faisant preuve, très jeune, d'un tempérament altruiste,,.
En 1850, la mort des grands-parents Demahis marque la fin de son appartenance au milieu social aisé de ses protecteurs. Dotées par eux d'un petit pécule, Louise et sa mère doivent quitter le château de Vroncourt, mis en vente par la veuve et les enfants légitimes de Laurent Demahis. Jusqu'alors connue à Vroncourt comme Mademoiselle Demahis, Louise doit abandonner ce nom pour prendre celui de sa mère.
À partir de 1851, elle poursuit des études à Chaumont (Haute-Marne), où elle obtient le brevet de capacité permettant d’exercer la profession de « sous-maîtresse ». Refusant de prêter serment à Napoléon III, ce qui est nécessaire pour être institutrice, en septembre 1852, à 22 ans, elle crée une école libre à Audeloncourt (Haute-Marne), où elle enseigne durant une année avant de se rendre à Paris. Fin 1854, elle ouvre une école à Clefmont (Haute-Marne) et n'enseigne, là aussi, que durant une année. Puis elle en ouvre une à Millières (Haute-Marne) en 1855,.

### À Paris

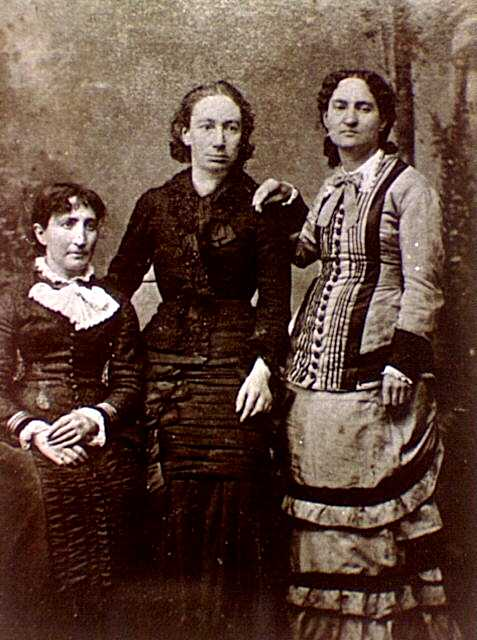
Marie Ferré (1853-1882), Louise Michel (1830-1905) et Paule Mink (1839-1901).

#### Institutrice écrivaine
En 1856, elle quitte la Haute-Marne pour Paris. Commence alors pour elle une période d’intense activité enseignante, de tentative littéraire et de formation militante.
Pendant les quinze ans qui suivent, elle poursuit avec passion son activité d'enseignante. Elle trouve à son arrivée une place de sous-maîtresse dans le 10e arrondissement, rue du Château-d'Eau, dans la pension de Madame Vollier, avec laquelle elle entretient des rapports quasi filiaux. En 1865, elle ouvre un externat au 5, rue des Cloÿs, puis un autre cours 24, rue Oudot en 1868.
Pour préparer les épreuves du baccalauréat, elle suit les cours d'instruction populaire de la rue Hautefeuille, dirigés par les républicains Jules Favre et Eugène Pelletan, qui élargissent son horizon politique,. De plus, elle écrit des poèmes sous le pseudonyme d'Enjolras, devient sociétaire de l'Union des poètes en 1862, et aurait probablement aimé vivre de sa plume, si les temps le lui avaient permis. Elle entretient une correspondance, commencée en 1850, avec Victor Hugo, l'écrivain et le républicain le plus célèbre et le plus respecté de l'époque[réf. nécessaire], et lui adresse quelques poèmes. Louise est entièrement sous le charme. Elle vient le voir à son retour à Paris après la chute de l'Empire. Il interviendra pour elle en janvier 1871, la dépeignant telle « Judith la sombre Juive » et « Aria la Romaine » dans son poème Viro Major, femmes aux destins exceptionnels et tragiques, et la défendra pendant sa déportation. Leur correspondance durera jusqu'en 1879.

#### Militante révolutionnaire
Progressivement introduite dans les milieux révolutionnaires à la fin de l'Empire, elle rencontre Jules Vallès, Eugène Varlin, Raoul Rigault et Émile Eudes, et collabore à des journaux d’opposition comme Le Cri du peuple. En 1869, elle est secrétaire de la Société démocratique de moralisation, ayant pour but d’aider les ouvrières[réf. nécessaire]. À cette époque, Louise Michel est blanquiste, c’est-à-dire adepte du mouvement révolutionnaire et républicain socialiste fondé par Auguste Blanqui.
En août 1870, à 40 ans, en pleine guerre franco-prussienne, elle manifeste contre l'arrestation des blanquistes Eudes et Brideau. En septembre, après la chute du Second Empire, elle participe au Comité de vigilance des citoyennes du 18e arrondissement de Paris, dont elle est élue présidente le 1er novembre ; elle rencontre Théophile Ferré, frère de Marie Ferré, dont elle tombe passionnément amoureuse[réf. nécessaire]. Dans Paris affamé par le siège, elle crée une cantine pour ses élèves.

#### Commune de Paris

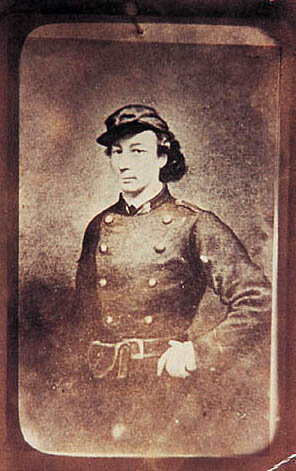
Louise Michel en uniforme de fédéré.

Lorsque les manifestations pour créer une Commune révolutionnaire commencent, en janvier 1871, Louise Michel milite activement au Comité de vigilance de Montmartre aux côtés de Paule Minck, Anna Jaclard et Sophie Poirier. Selon une anecdote fameuse, le 22 janvier 1871, en habit de garde nationale, elle fait feu sur l'Hôtel-de-Ville lors d'une manifestation réprimée dans le sang par le général Vinoy. Propagandiste, garde au 61e bataillon de Montmartre, ambulancière, et combattante, elle anime aussi le Club de la Révolution à l'église Saint-Bernard de la Chapelle. Les 17 et 18 mars, elle participe activement, armée, à l'affaire des canons de la garde nationale sur la butte Montmartre. On assiste à d’étonnantes manifestations : femmes, enfants, gardes fédérés entourent les soldats qui fraternisent avec cette foule joyeuse et pacifique. Elle rencontre Georges Clemenceau, maire de Montmartre qui tente alors une médiation. Louise Michel fait alors partie de l’aile révolutionnaire la plus radicale aux côtés des anarchistes, et pense qu’il faut poursuivre l’offensive sur Versailles pour dissoudre le gouvernement d’Adolphe Thiers, qui n’a alors que peu de troupes. Elle est même volontaire pour se rendre seule à Versailles et tuer Thiers. Elle n’est pas suivie et le projet avorte.
En avril-mai, lors des assauts versaillais contre la Commune, elle participe aux batailles de Clamart, Issy-les-Moulineaux et Neuilly. Elle fait partie du 61e bataillon de marche de Montmartre et sert également comme ambulancière. Sa bravoure est mentionnée dans le Journal officiel du 10 avril. Lors de la Semaine sanglante en mai, elle participe au combat de rue au cimetière de Montmartre puis sur la barricade de Clignancourt. Le 24 mai, pour faire libérer sa mère, elle se rend. Louise Michel est détenue au camp de Satory près de Versailles, puis à la prison des Chantiers à Versailles et, à partir du 15 juin, à la maison de correction de Versailles. Elle assiste alors aux exécutions et voit mourir ses amis, parmi lesquels son ami Théophile Ferré (exécuté avec l’ancien ministre de la Guerre de la Commune, Louis Rossel), auquel elle fait parvenir un poème d’adieu : Les Œillets rouges.

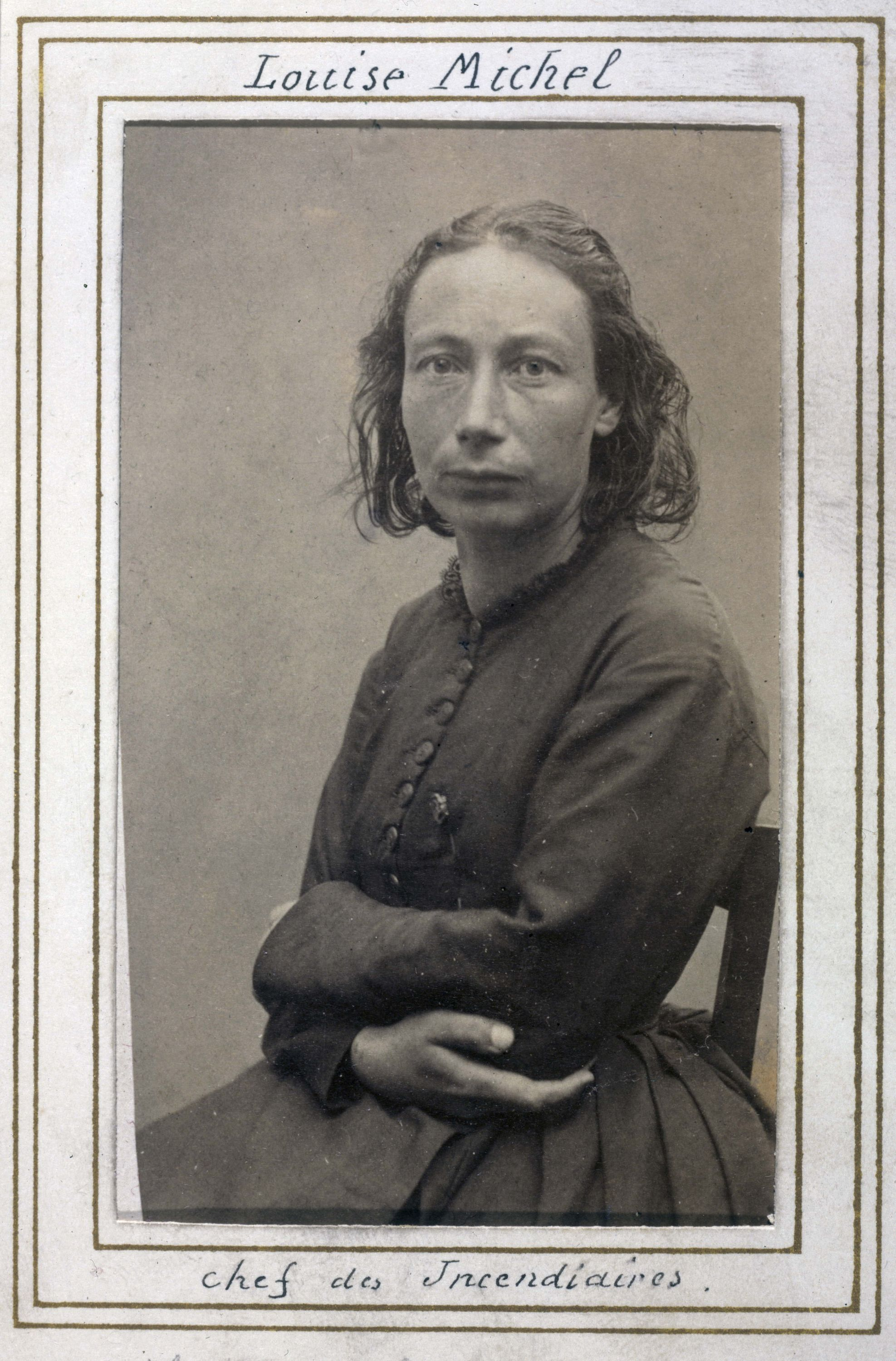
Portrait de Louise Michel pris à la prison des Chantiers de Versailles (musée Carnavalet). Le carton porte l'inscription « Louise Michel, chef des incendiaires ».

Le 28 juin, elle est interrogée pour la première fois par le conseil de guerre. Louise Michel déclare devant ses juges : 

« Ce que je réclame de vous, c'est le poteau de Satory où, déjà, sont tombés nos frères ; il faut me retrancher de la société. On vous dit de le faire. Eh bien, on a raison. Puisqu'il semble que tout cœur qui bat pour la liberté n'a droit aujourd'hui qu'à un peu de plomb, j'en réclame ma part, moi, ! »

Elle revendique les crimes et délits dont on l'accuse et réclame la mort au tribunal (« Si vous n'êtes pas des lâches, tuez-moi ») alors que la plupart des accusés cherchent à sauver leur tête en minimisant leur action. Le lendemain, elle fait la une de tous les journaux. En hommage, Victor Hugo lui dédie un poème intitulé Viro Major, qui jouera un grand rôle dans sa postérité,.
Engagée dans le droit des femmes à participer aux combats, Louise Michel est la cible de violentes attaques antiféministes qui la qualifient d'hystérique, dangereuse voire de « troisième sexe » monstrueux. Bien qu'elle n'ait pas été condamnée pour des faits d'incendie, elle est souvent associée aux pétroleuses, ces femmes caricaturées par la presse, que la population a accusé d'avoir voulu réduire Paris en cendre.
Le 19 septembre, elle est transférée à la prison d'Arras, où elle écrit une lettre à l'abbé Folley le 13 novembre. Ramenée à Versailles le 29 novembre, elle est condamnée par le conseil de guerre à la déportation à vie dans une enceinte fortifiée le 16 décembre. Elle refuse de faire appel et est transférée à la maison centrale d'Auberive, le 21 décembre 1871, où elle reste jusqu'au 24 août 1873. C’est le temps où la presse versaillaise la nomme « la Louve avide de sang » ou « la Bonne Louise ». Elle est également surnommée la « nouvelle Théroigne », ou encore la « dévote de la révolution ».

### Déportation
Embarquée, à Saint-Martin-de-Ré, sur le Virginie le 9 août 1873 pour être déportée en Nouvelle-Calédonie, Louise Michel arrive sur l’île après quatre mois de voyage le 8 décembre et est débarquée à la presqu'île de Ducos le 13 décembre. À bord, elle fait la connaissance de Henri Rochefort, célèbre polémiste, et de Nathalie Lemel, elle aussi grande animatrice de la Commune ; c’est sans doute au contact de cette dernière que Louise Michel devient anarchiste. Elle reste sept années en Nouvelle-Calédonie, refusant de bénéficier d’un autre régime que celui des hommes ou d'une grâce individuelle.

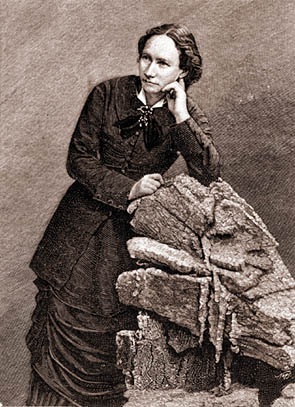
Louise Michel à Nouméa.

Elle crée le journal Petites Affiches de la Nouvelle-Calédonie. Elle apprend une langue kanak et traduit dans une langue poétique plusieurs des mythes fondateurs des Kanaks, dont un mythe portant sur le déluge. Elle édite en 1885 Légendes et chansons de gestes canaques. S'intéressant aux langues kanak et, dans sa recherche de ce que pourrait être une langue universelle, à la langue pidgin qu'est le bichelamar, elle cherche à instruire les autochtones kanaks et, contrairement à certains communards qui s’associent à leur répression, elle prend leur défense lors de leur révolte de 1878,. Elle obtient l’année suivante l’autorisation de s’installer à Nouméa et de reprendre son métier d’enseignante, d’abord auprès des enfants de déportés (notamment des Algériens de Nouvelle-Calédonie), de gardiens, puis dans les écoles de filles. Elle instruit les Kanaks adultes le dimanche, inventant toute une pédagogie adaptée à leurs concepts et leur expérience. Elle recueille et élève beaucoup d'animaux, mène des études en se passionnant pour la botanique,.
Par décision du 8 mai 1879, sa peine est commuée en déportation simple, peine commuée à 10 ans de bannissement à partir du 3 juin 1879 avant une remise du reste sa peine par décision du 16 décembre 1879. Louise Michel bénéficie de l'amnistie des communards votée par la Chambre des députés le 11 juillet 1880.
Clemenceau, qui lui vouait une grande admiration, continuait de lui écrire durant sa déportation et lui adressait des mandats.

### Retour en France

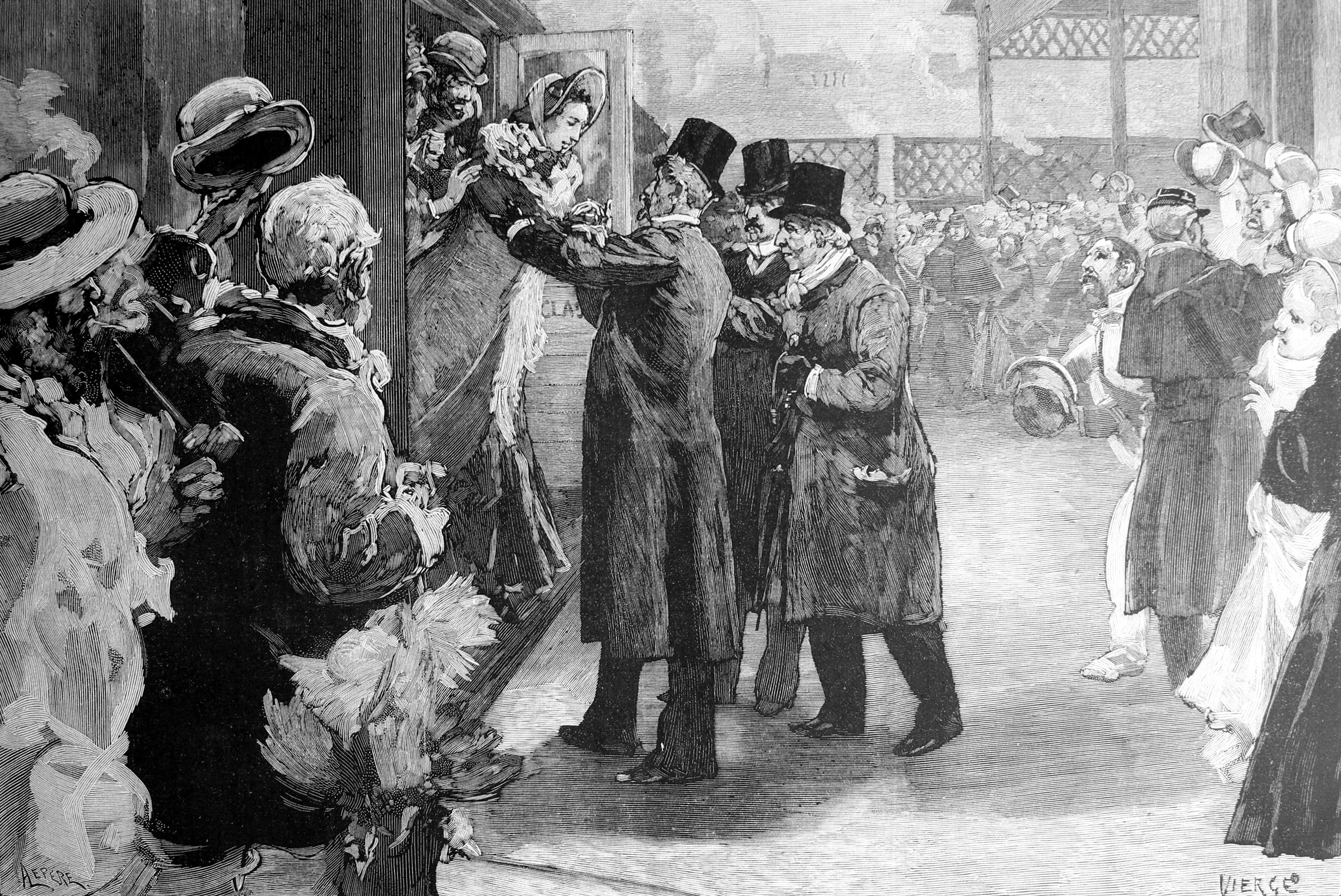
Louise Michel accueillie à sa descente du train.

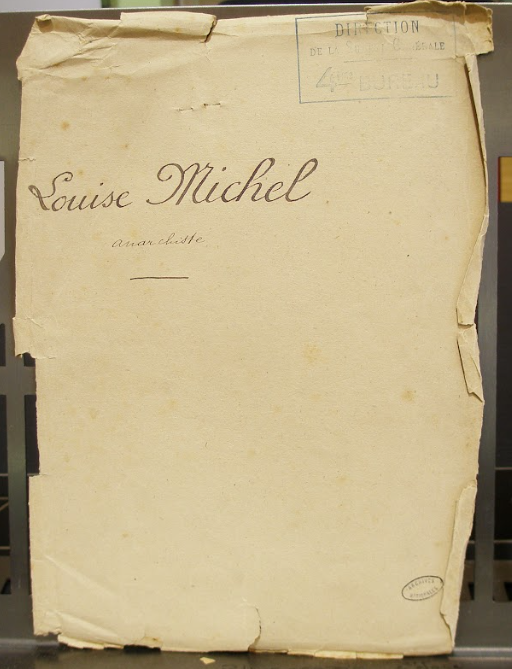
Dossier des services de renseignement sur Louise Michel aux Archives nationales (F7 12505), comportant des centaines de documents (courtoisie dArchives anarchistes)

De retour à Paris le 9 novembre 1880, après avoir débarqué dans le port de Dieppe (plaque commémorative près du port de plaisance, quai Henri-IV), elle est chaleureusement accueillie par la foule qui l'acclame aux cris de « Vive Louise Michel ! Vive la Commune ! À bas les assassins ! ». À Paris, ce sont près de 10 000 personnes qui viennent l'acclamer à la gare Saint-Lazare. Elle y reprend son infatigable activité militante, donnant de nombreuses conférences, intervenant dans les réunions politiques. Deux mois après son retour, elle commence à faire publier sous forme de roman-feuilleton son ouvrage La Misère, qui remporte un vif succès.
Elle se réclame jusqu’à sa mort du mouvement anarchiste. C’est le 18 mars 1882, lors d’un meeting salle Favié à Paris, que Louise Michel, désirant se dissocier des socialistes autoritaires et parlementaires, se prononce sans ambiguïté pour l’adoption du drapeau noir par les anarchistes (socialistes libertaires) : « Plus de drapeau rouge mouillé du sang de nos soldats. J’arborerai le drapeau noir, portant le deuil de nos morts et de nos illusions,. »
En 1883, Michel est la première secrétaire de L'Aiguille, le syndicat de tailleurs alors exclusivement anarchiste composé entre autres de Louis Duprat et d'Émile Pouget - le syndicat évolue sous elle pour s'ouvrir à toutes les professions. En mars 1883, Michel et Duprat participent à La Vengeance Anarchiste, un journal soutenant la propagande par le fait,, trois jours plus tard, le 9 mars 1883, elle mène aux Invalides, avec Émile Pouget, une manifestation au nom des « sans-travail » qui dégénère rapidement en pillages de trois boulangeries et en affrontement avec les forces de l'ordre. Louise Michel, qui se rend aux autorités quelques semaines plus tard, est condamnée en juin 1883 à six ans de prison assortis de dix années de surveillance de haute police, pour « excitation au pillage ». Elle est libérée au bout de trois mois sur intervention de Clemenceau, pour revoir sa mère sur le point de mourir. Pourtant dès août, elle est de nouveau emprisonnée pour quatre mois à cause d'un discours prononcé en faveur des mineurs de Decazeville, aux côtés de Jules Guesde, Paul Lafargue et Étienne Susini. Refusant de faire appel, elle est finalement relâchée en novembre à la suite d'une remise de peine.
Pendant cette période, Michel collabore au journal anarchiste La Révolution cosmopolite, fondé par Charles Malato ou encore Léon Ortiz, un militant anarchiste illégaliste de la période,.
En janvier 1887, Louise Michel prend la parole au meeting organisé dans la salle de la Boule noire par le groupe de La Panthère des Batignolles pour défendre Clément Duval membre du groupe. En effet, Duval est condamné à mort après un cambriolage et avoir blessé un policier ultérieurement. Elle considère que son action est « un fait de guerre sociale qui se reproduira des milliers de fois ». Elle appelle à manifester place de la Roquette en criant « vive l’anarchie! »,. Elle se prononce contre la peine de mort, en réaction à la peine capitale à laquelle vient d'être condamné son ami Duval.

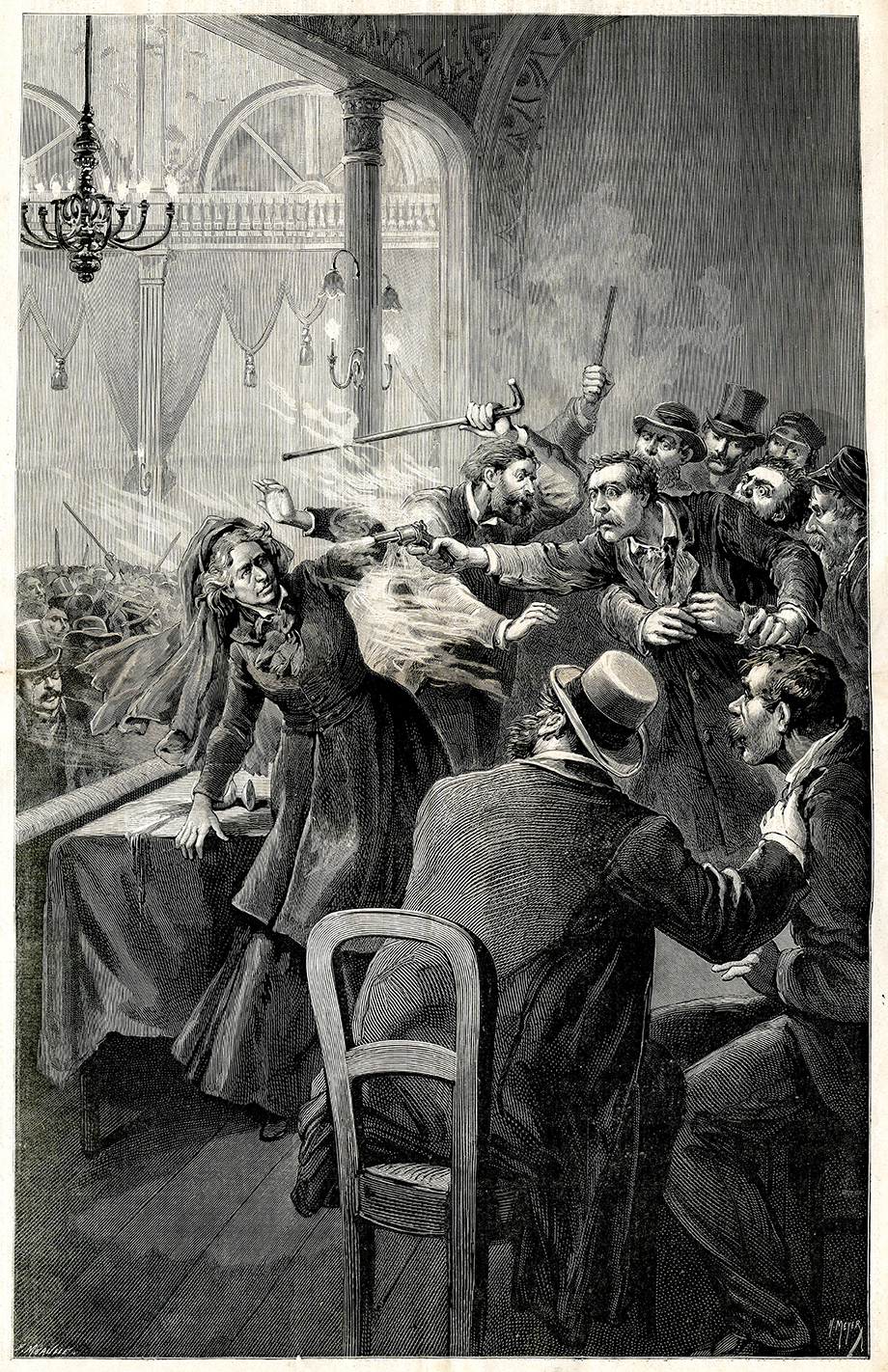
Attentat contre Louise Michel en 1888.

Le 22 janvier 1888, après avoir prononcé dans l'après-midi un discours au théâtre de la Gaîté du Havre, elle est attaquée dans la soirée à la salle de l'Élysée par le « chouan » Pierre Lucas, qui tire sur elle deux coups de pistolet ; blessée à la tête, elle refuse de porter plainte contre son agresseur,. Une des balles lui érafle le lobe de l'oreille et l'autre se loge dans son crâne ; on ne parvient pas à l'extraire et elle y demeurera jusqu'à la mort de Louise Michel, dix-sept ans plus tard.
Elle est présente aux côtés de Charles Malato, le 9 août 1888, au cours d’un meeting en pleine grève des terrassiers au cours duquel Joseph Tortelier prend la parole devant 400 personnes :

« Ce n’est que par la grève universelle que l’ouvrier créera une société nouvelle, dans laquelle on ne trouvera plus de tyrans. »

En avril 1890, Louise Michel est arrêtée à la suite d'un discours qu'elle a prononcé à Saint-Étienne et en raison de sa participation à un meeting qui a entraîné de violentes manifestations à Vienne. Un mois plus tard, elle refuse sa mise en liberté provisoire, car ses coïnculpés restent en prison. Elle finit par tout casser dans sa cellule, un médecin demande alors son internement comme « folle ». Le gouvernement, qui craint l'hostilité de la presse, s'y oppose. Elle a alors 60 ans. Finalement, elle est libérée et quitte Vienne pour Paris le 4 juin. En juillet, Louise se réfugie à Londres où elle gère une école libertaire pendant quelques années. À son retour le 13 novembre 1895, elle est accueillie par une manifestation de sympathie à la gare Saint-Lazare. Résolument antimilitariste, elle ne prend que modérément part à l’agitation provoquée par l’affaire Dreyfus — elle veut protéger le « frère » Henri Rochefort, polémiste antisémite et résolument anti-dreyfusard.[réf. nécessaire]
Au début de l'ère des attentats, Louise Michel soutient Ravachol et participe à commémorer sa mémoire et soutenir l'usage de la propagande par le fait ou l'anarchisme insurrectionnaliste, comme dans Aujourd'hui ou demain. Désiré Pauwels et Philogone Segard la rejoignent à Londres et résident avec elle un temps, pendant leur fuite suite à l'affaire de Clichy - avant de retourner en France.

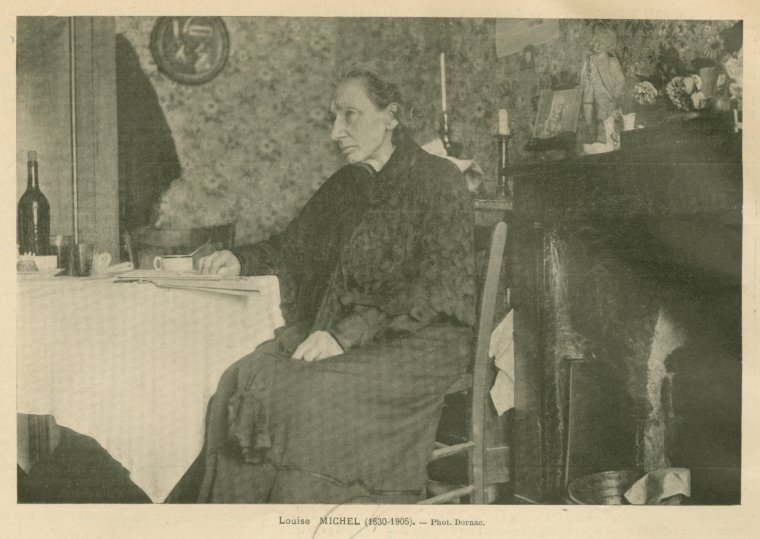
Louise Michel dans sa maison (vers 1900).

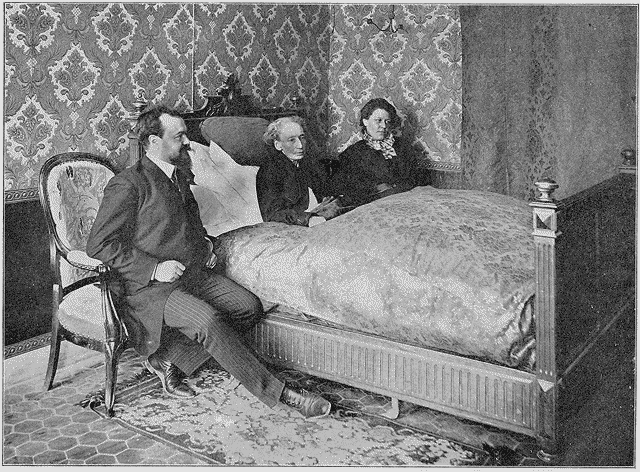
Louise Michel en 1904.

Pendant les dix dernières années de sa vie, Louise Michel, devenue une grande figure révolutionnaire et anarchiste, multiplie les conférences à Paris et en province, accompagnées d'actions militantes, et ce, malgré sa fatigue ; en alternance, elle effectue des séjours à Londres en compagnie d'amis. En 1895, elle fonde le journal Le Libertaire en compagnie de Sébastien Faure. Le 27 juillet 1896, elle assiste à Londres au congrès international socialiste des travailleurs et des chambres syndicales ouvrières. Elle fréquente avec Malatesta le cercle anarchiste de Charlott-Street, à Soho, où elle fait la connaissance de Sante Ferrini, et assiste au procès de l'espion Gennaro Rubino en mai 1902.
Quelques mois avant sa mort, d'octobre à décembre 1904, Louise Michel alors âgée de 74 ans, se rend en Algérie avec Ernest Girault pour une tournée de conférences.
Après une série de conférences données dans les Alpes, elle prend froid à Sisteron, ce qui aggrave la bronchite chronique dont elle souffre depuis des années. Le Dr Berthelot de Toulon juge son état alarmant et le Dr Dufour de Marseille conclut à une pneumonie. Elle meurt le 9 janvier 1905, à l’hôtel de l’Oasis, boulevard Dugommier, à Marseille. Sa dépouille ramenée à la capitale, ses funérailles drainent le matin du 22 janvier une foule de plusieurs milliers de personnes dans Paris. Elle est inhumée au cimetière de Levallois-Perret.

## Engagements

### Féminisme

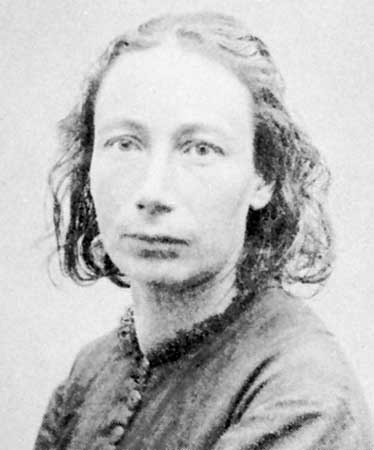
Louise Michel en 1871, d'après la photographie d'Eugène Appert réalisée en prison, en préparation à sa série des Crimes de la Commune.

Considérée comme une pionnière du féminisme, elle écrit dans ses Mémoires : 

« La question des femmes est, surtout à l’heure actuelle, inséparable de la question de l’humanité. »
« Les femmes, surtout, sont le bétail humain qu’on écrase et qu’on vend », avant de lancer : « Notre place dans l’humanité ne doit pas être mendiée, mais prise. »

Fille naturelle, à la paternité incertaine, d'une domestique et d'un membre de la petite noblesse, on sait peu de chose sur la vie privée de Louise Michel. Surnommée par Verlaine (ou par Clovis Hugues), la « Vierge rouge », sur sa proximité avec Victor Hugo, son amour (platonique ?) avec Théophile Ferré, ses compagnonnages féminins avec Paule Minck et Nathalie Lemel, sa longue relation avec Charlotte Vauvelle, qu'elle nomme sa « compagne depuis 15 ans » à la fin de sa vie. À son enterrement, c’est Séverine, libertaire et féministe, qui prononce jusque dans sa spiritualité l’éloge funèbre. « Dans notre langage d'aujourd'hui, nous imaginerions facilement une relation homosexuelle mais Louise Michel était souvent critiquée pour son comportement, plutôt qualifié de puritain. »
Ses positions sur les relations hommes/femmes sont connues :

« Si l'égalité entre les deux sexes était reconnue, ce serait une fameuse brèche dans la bêtise humaine. En attendant, la femme est toujours, comme le disait le vieux Molière, le potage de l'homme. Le sexe fort descend jusqu'à flatter l'autre en le qualifiant de beau sexe. Il y a fichtre longtemps que nous avons fait justice de cette force-là, et nous sommes pas mal de révoltées. […] ne comprenant pas qu'on s'occupe davantage des sexes que de la couleur de la peau. […] Jamais je n'ai compris qu'il y eût un sexe pour lequel on cherchât à atrophier l'intelligence. »

Sur la prostitution, ses propos sont sans ambiguïté :

« Il y a entre les propriétaires des maisons de prostitution échange de femmes, comme il y a échange de chevaux ou de bœufs entre agriculteurs ; ce sont des troupeaux, le bétail humain est celui qui rapporte le plus. […] Si les grands négociants des marchés de femmes qui parcourent l’Europe pour leur négoce, étaient chacun au bout d’une corde, ce n’est pas moi qui irais la couper. […] Est-ce qu'il n'y a pas des marchés où l'on vend, dans la rue, aux étalages des trottoirs, les belles filles du peuple, tandis que les filles des riches sont vendues pour leur dot ? L'une, la prend qui veut ; l'autre, on la donne à qui on veut. La prostitution est la même […] Esclave est le prolétaire, esclave entre tous est la femme du prolétaire,. »

Concernant sa propre vie privée, son surnom de vierge rouge vient de ce qu'elle était de fait une libertaire et pourfendeuse de l'institution matrimoniale, sans hommes connus dans sa vie, pas plus qu'aucune relation charnelle, mais avec des rapports ambigus à des personnalités, comme surtout Théophile Ferré. La question de l'absence plus ou moins volontaire de sexualité ou des relations lesbiennes plus ou moins volontaires de cette femme anarchiste mais plutôt puritaine, engagée et émancipée, tissant des liens au moins spirituels ambigus avec des compagnes de lutte comme la sœur de Théophile Marie Ferré et d'autres, a été posée et a servi, comme son apparence physique jugée masculine ou inesthétique, à la critiquer, ce qui a pu l'amener à le cacher, mais reste un sujet de débat, sans preuves de quoi que ce soit. Peut-être est-ce une relation homosexuelle ou romantique plus ou moins imaginée chez une femme dédiée à ses luttes anarchistes, puritaines et féministes, ainsi qu'à des amitiés ouvertes et ouvertures à des communautés, par un regard contemporain.

### Dénonciation de la cruauté contre les animaux
Louise Michel, à l'instar d'autres penseurs anarchistes avant elle, et aussi de chrétiens ou de religieux, défend la cause animale. Elle « critique les opprimés qui se vengent sur plus faible qu’eux – les animaux » et affirme : « Plus l’homme est féroce envers la bête, plus il est rampant devant les hommes qui le dominent ». Elle rejoint la pensée d'Élisée Reclus en considérant chaque individu animal « en tant que tel, comme être sensible et souffrant, […] en soi et pour soi ». Elle décrit dans ses Mémoires son « horreur des tortures infligées aux bêtes » comme le point de départ émotif et intellectuel de sa « révolte contre les forts », que leur autorité et leur violence s'exercent contre les êtres humains ou contre les animaux. En 1886, elle écrit La Cruauté contre les bêtes et est ainsi parmi les premiers (cependant qu'elle insiste sur la dénonciation des diverses dominations particulières exercées sur les animaux par les violents précaires et paysans opprimés) « à dresser un parallèle entre exploitation humaine et animale ».

### Louise Michel et la franc-maçonnerie

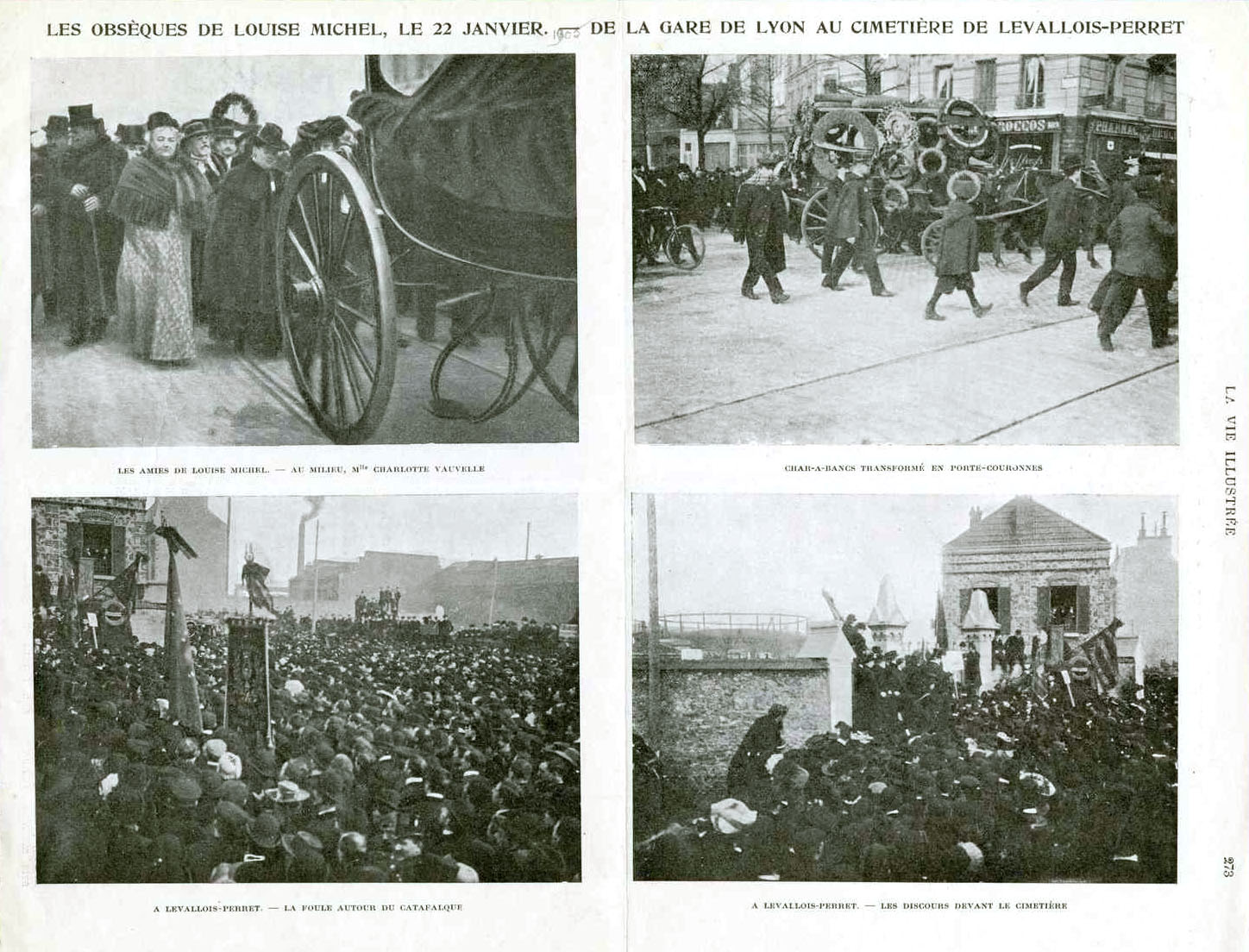
Funérailles de Louise Michel.

Lors de ses funérailles, de nombreux orateurs prennent la parole et, parmi eux, le vénérable de la loge « Fraternité Universelle » appartenant à la « Grande Loge symbolique écossaise, mixte et maintenue »,. Selon Jean Maitron, « des insignes ou emblèmes maçonniques ayant été déposés sur le cercueil, les organisateurs des obsèques firent remarquer que Louise Michel n'appartenait à aucune association ».
En fait, le 20 juillet 1904, sur proposition de Madeleine Pelletier (qui selon Françoise Hecque, « revendique l'honneur d'avoir amené Louise Michel en franc-maçonnerie »), Louise Michel est invitée à la loge « Fraternité Universelle », pour y prononcer une conférence de réception. Lors de cette réunion, elle est cooptée, les membres de la loge s’estimant honorés par son acquiescement à leur offre d'adhésion. Cette date ne doit pas être confondue, comme le fait André Combes, avec celle de son initiation qui a lieu quelques semaines plus tard : le 13 septembre 1904 à la loge no 3 « La Philosophie sociale » de la même obédience, une loge qui admettait les femmes. Elle est initiée en même temps que Charlotte Vauvelle (son amie et compagne depuis 1895) et Henri Jacob. Le lendemain de cette initiation, le 14 septembre 1904, Louise Michel tient une conférence devant la loge « Diderot » de la même obédience, sur le thème La femme et la franc-maçonnerie, qui commence par ces mots : « Il y a longtemps que j'aurais été des vôtres si j'eusse connu l'existence de loges mixtes, mais je croyais que, pour entrer dans un milieu maçonnique, il fallait être un homme. » Elle y déclare aussi : « Le pouvoir abêtit les hommes ; aussi devons-nous non point le conquérir et nous l'arracher entre hommes et femmes, mais l'éliminer de la société en faisant de celle-ci une grande famille libre, égalitaire et fraternelle, selon la belle devise maçonnique. » Et ceci, sur la Commune : « Les hommes de la Commune étaient individuellement énergiques, d'une grande valeur. Membres de la Commune, ils ne furent pas à la hauteur de leur tâche. » Ses propos sont rapportés par le bulletin de la Grande Loge.

## Œuvres

Affiche pour La Misère, 1880.

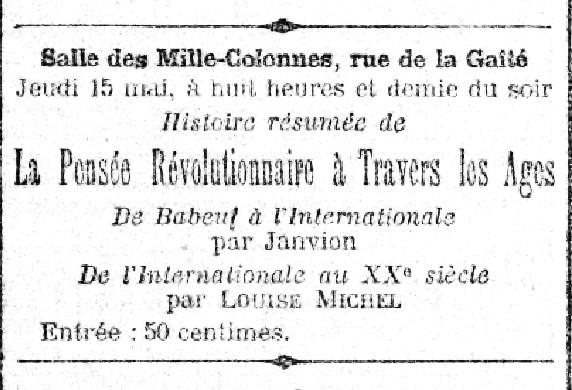
Annonce d'une conférence donnée par Louise Michel à Paris en mai 1902.

« Les Mémoires de Louise Michel se lisent avec plus d'intérêt que ses poèmes et ses romans. Elle est apparemment plus à l'aise lorsqu'elle ne s'essaie pas à la fiction. Et c'est ainsi que son œuvre doit être lue aujourd'hui : comme un témoignage de première main sur une époque charnière. »
« Au nom de vieux préjugés, il reste convenu d'affirmer qu'une militante ne peut être écrivain ou artiste : on serait l'un ou l'autre, mais pas les deux… Tout se passe comme si la statue faisait blocage, imposait son inertie, inhibait la reconnaissance d'une part vive de Louise Michel ».

### Publications de son vivant
- Lueurs dans l’ombre. Plus d’idiots, plus de fous. L’âme intelligente. L’idée libre. L’esprit lucide de la terre à Dieu…, Paris, 1861
- Le Livre du jour de l’an : historiettes, contes et légendes pour les enfants, Paris, 1872 (lire en ligne)
- Légendes et chansons de gestes canaques, Nouméa, 1875 (lire en ligne)
- Louise Michel devant le 6e conseil de guerre : son arrestation par elle-même, dans une lettre au citoyen Paysant, Paris, 1880 (lire en ligne)
- Le Gars Yvon, légende bretonne, Paris, 1882
- Louise Michel et Louis Winter (Adolphe Grippa), Nadine, Drame joué aux Bouffes du Nord le 29 avril 1882[84]
- Louise Michel et Jean Guêtré, Les Méprisés, grand roman de mœurs parisiennes, Paris, 1882 (lire en ligne)
- Louise Michel, 2e partie, et Jean Guêtré 1re partie, La Misère, Paris, 1882 (lire en ligne)
- Ligue internationale des femmes révolutionnaires, Appel à une réunion, Paris, 1882
- signé : Louise Maboul, Manifeste et proclamation de Louise Michel aux citoyennes de Paris, Paris, 1883
- Louise Michel et Jean Winter (Adolphe Grippa), Le Bâtard impérial, Paris, 1883 (lire en ligne)
- Articles dans La Vengeance Anarchiste : Anarchie
- Défense de Louise Michel, Bordeaux, 1883 (lire sur Wikisource)
- Louise Michel et Adolphe Grippa, La Fille du peuple, Paris, 1883
- Contes et légendes, Paris, 1884 (lire sur Wikisource)
- Légendes et chants de gestes canaques, 1885 (lire en ligne)
- Les Microbes humains, Paris, 1886[85]
- Articles dans La Révolution Cosmopolite dont : Les Rapaces — I / Les Rapaces — II-III  / Les Rapaces — IV
- Mémoires tome I, Paris, 1886 (lire sur Wikisource)
- L’Ère nouvelle, pensée dernière, souvenirs de Calédonie (chant des captifs), Paris, 1887 (lire sur Wikisource)
- Les Crimes de l’époque : nouvelles inédites, Paris, 1888
- Lectures encyclopédiques par cycles attractifs, Paris, 1888
- Le Coq rouge, Drame joué aux Batignolles le 19 mai 1888 (lire en ligne)[84]
- Le Monde nouveau, Paris, 1888 (lire en ligne)[85]
- Le Claque-dents, Paris, 1890 (lire en ligne)[85]
- Prise de possession, Saint-Denis, 1890 (lire sur Wikisource)
- Aujourd'hui ou demain, Paris, L'En-dehors, 17 juillet 1892
- À travers la vie, Poésies, Paris, 1894
- La Commune, Histoire et souvenirs, Paris, 1898 (lire sur Wikisource)
- Le Rêve (dans un ouvrage de Constant Martin), Paris, 1898

### Publications posthumes
- Avant la Commune vol. I, préface de Laurent Tailhade, Alfortville, Librairie internationaliste, 1905, « texte intégral », sur gallica.bnf.fr (consulté le 19 novembre 2016).
- Louise Michel et Émile Gautier, Les Paysans, Paris (lire en ligne)
- Je vous écris de ma nuit, correspondance générale : édition établie par Xavière Gauthier, Édition de Paris-Max Chaleil, 1999
- Histoire de ma vie : texte établi et présenté par Xavière Gauthier, Lyon, Presses Universitaires de Lyon, 2000, 180 p. (ISBN 2-7297-0648-8, lire en ligne)
- Lettres à Victor Hugo lues par Anouk Grinberg, cédérom, Frémeaux, 2008
- Le Livre du bagne, précédé de Lueurs dans l’ombre, plus d’idiots, plus de fous et du livre d’Hermann, texte établi et présenté par Véronique Fau-Vincenti, Presses Universitaires de Lyon, 2001, 200 pages  (ISBN 2-7297-0662-3)
- Lettres d'Auberive, préface et notes de Xavière Gauthier, Abbaye d'Auberive - L'Œuf sauvage, 2005
- Légendes et chansons de gestes canaques (1875), suivi de Légendes et chants de gestes canaques (1885) et de Civilisation, texte établi et présenté par François Bogliolo, Presses Universitaires de Lyon, 2006, 238 pages  (ISBN 2-7297-0746-8)
- La Misère, roman de Louise Michel et Marguerite Tinayre, texte présenté par Xavière Gauthier et Daniel Armogathe, Presses Universitaires de Lyon, 2006, 1 203 pages  (ISBN 2-7297-0777-8)[86]
- Souvenirs et aventures de ma vie, publié en feuilleton par La Vie populaire en 1905.
- Nadine, Le Coq rouge et La Grève, les trois pièces de théâtre de Louise Michel, in Au temps de l'anarchie, un théâtre de combat : 1880-1914, édité par Jonny Ebstein, Philippe Ivernel, Monique Surel-Tupin, t. 2.
- Souvenirs et aventures de ma vie : Louise Michel en Nouvelle-Calédonie, réédité en livre par Maïade éditions en 2010, texte établi et annoté par Josiane Garnotel  (ISBN 2916512101 et 9782916512105), 351 p. Prix Panazol.
- Contes et légendes, Éditions Noir et rouge, coll. Libertés enfantines, 69 p., 2015.
- À travers la mort Mémoires inédits, 1886-1890, édition établie et présentée par Claude Rétat, Paris, La Découverte, 2015, 360 p.
- La Chasse aux loups, éd. de Claude Rétat, Paris, Éditions Classiques Garnier, Coll. Classiques Jaunes, 2018, 368 p.

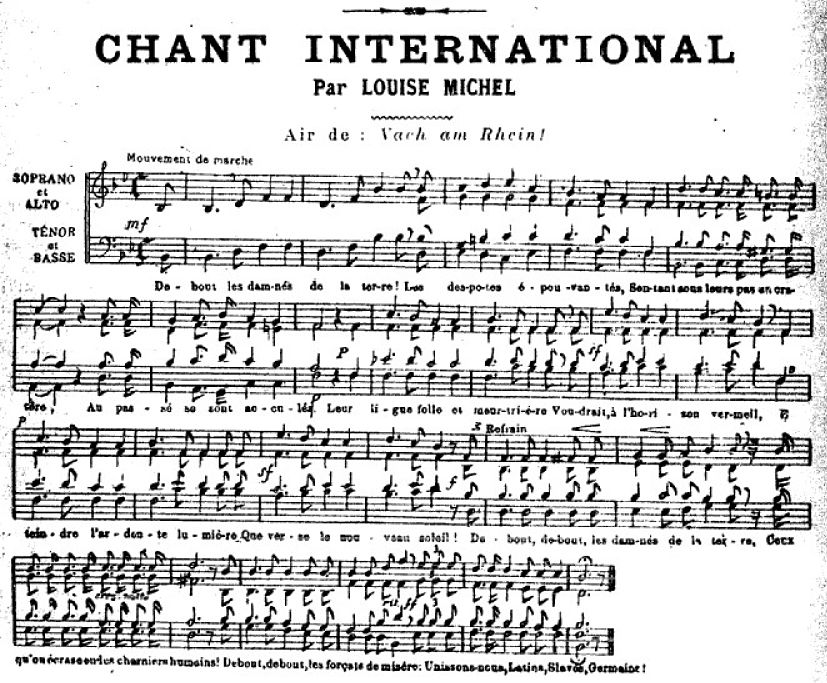
L'Internationale noire, l'Almanach du Père Peinard, 1897.

### Articles
- L’Ère nouvelle, 1887 [lire sur Wikisource]

### Poésie
- La Marseillaise noire, Paris, 1865, lire en ligne.
- À mes frères, prison de Versailles, 1871, lire en ligne.

### Chanson
- L'Internationale noire, l'Almanach du Père Peinard, 1897, sous le titre de Chant international.
- La Danse des bombes, avril 1871

## Influence

### Groupe Louise Michel
En 1880, une quarantaine de militantes anarchistes se regroupent sous ce nom pour signer des articles et des lettres ouvertes dans la presse anarchiste lyonnaise. Bien qu'ayant changé de nom pour devenir entre autres le groupe Marie Ferré à la demande de Louise Michel elle-même, le groupe reprend son nom initial en 1883.

### Mémoire

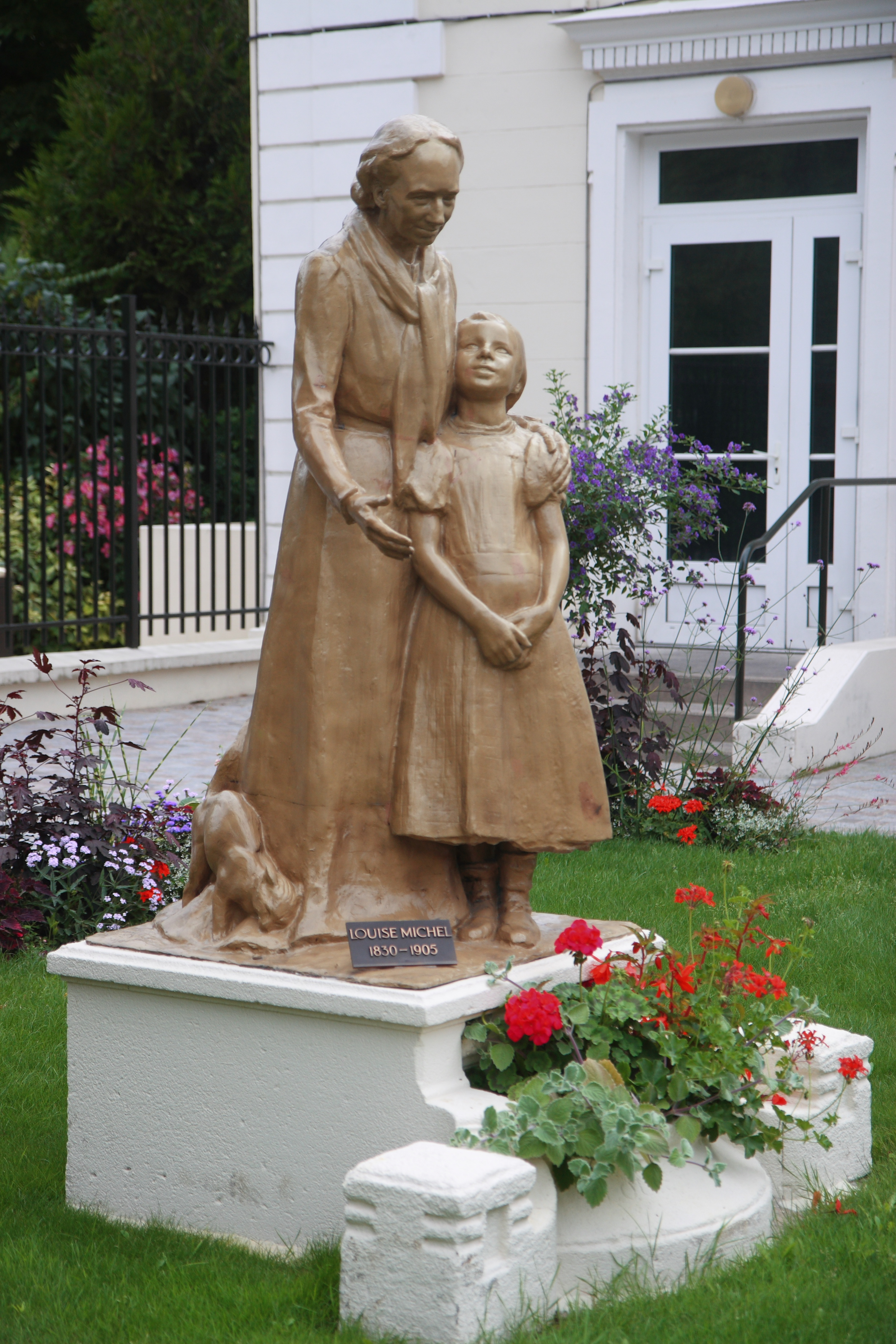
Statue de Louise Michel (Émile Derré, 1906) à Levallois-Perret.

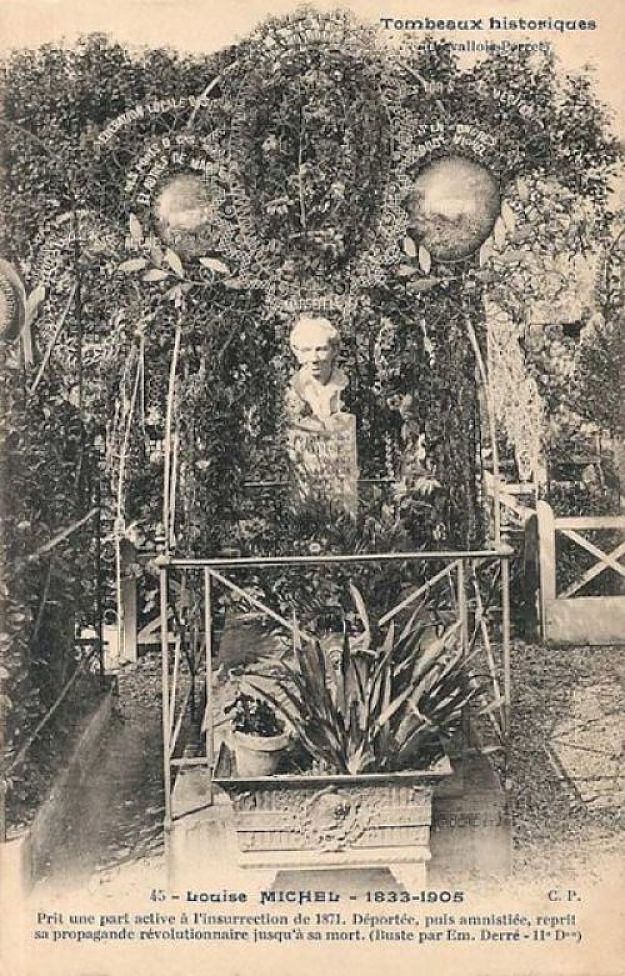
La tombe Louise Michel au cimetière de Levallois-Perret en 1905 (sculpture Émile Derré).

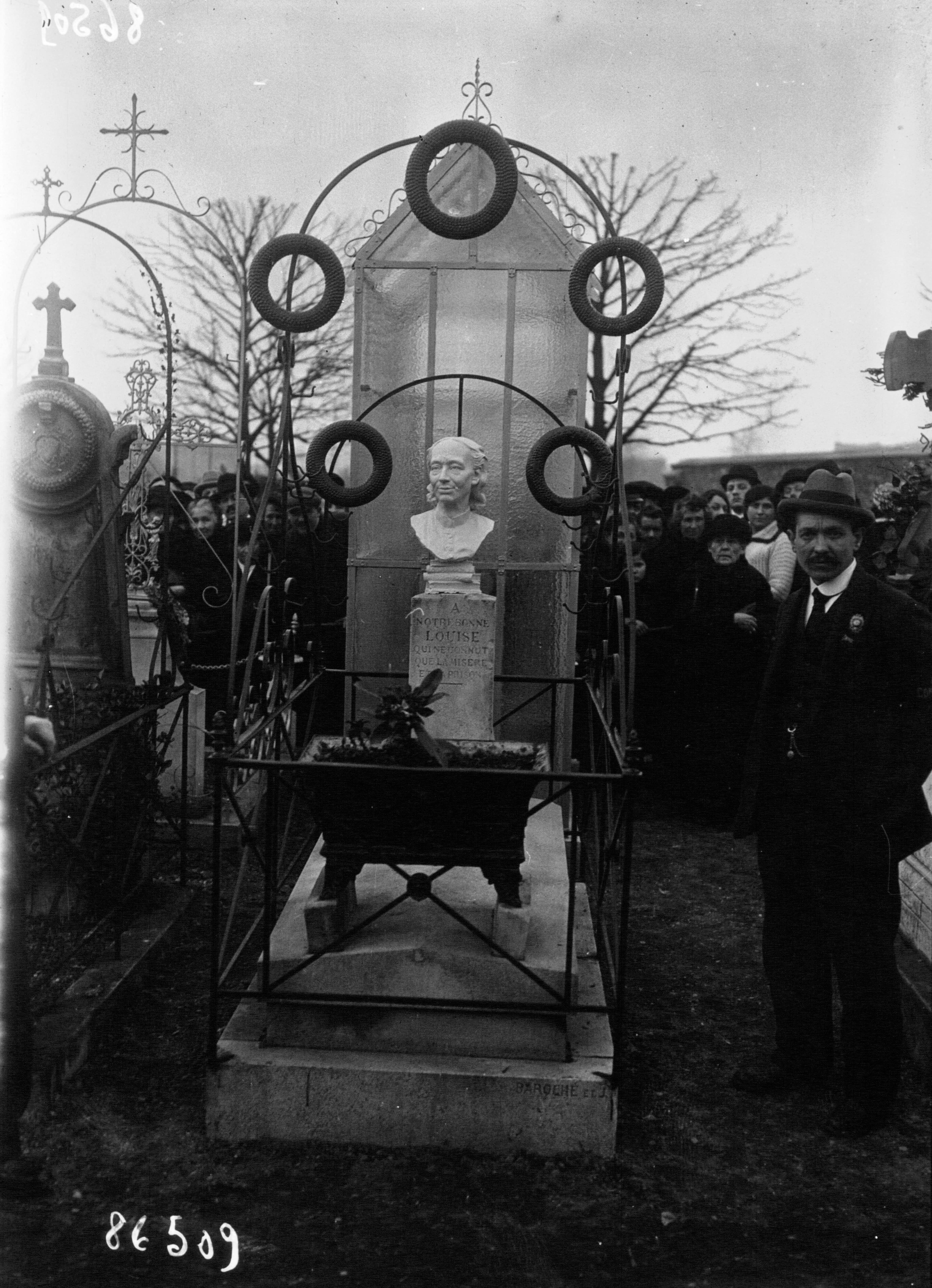
Commémoration au cimetière de Levallois-Perret, 1921.

La figure de Louise Michel, qui acquiert très tôt une dimension de mythe, est l'objet d'une série de réappropriations mémorielles : de la part du Parti communiste en URSS dès 1921, de mouvements féministes à partir des années 1970, avant, progressivement, d'être reconnue pour son patriotisme républicain à partir des années 1990, puis d'être revendiquée par le mouvement queer aux États-Unis.
Jusqu’en 1916, une manifestation a lieu chaque année sur la tombe de Louise Michel, située au cimetière de Levallois-Perret. En 1946, ses restes sont déplacés au rond-point des Victimes du devoir, dans le même cimetière. De nos jours, sa tombe est encore fleurie à chaque anniversaire.
En 1913-1914, la coopérative anarchiste Le Cinéma du Peuple choisit son prénom pour nommer le personnage principal de son premier film, Les Misères de l'aiguille. Il s'agit par ailleurs probablement du premier film féministe de l'histoire.
En 2015, Louise Michel est le vingt-sixième personnage le plus célébré au fronton des 67 000 établissements publics français : pas moins de 190 écoles, collèges et lycées lui ont donné son nom, derrière Saint Joseph (880), Jules Ferry (642), Notre-Dame (546), Jacques Prévert (472), Jean Moulin (434). Le collège Louise-Michel (Paris) est l'un de ces établissements.
Le 24 septembre 1937, une station du métro parisien, Vallier, située à Levallois-Perret, devient Louise Michel. Elle se trouve au 30, rue Louise-Michel, anciennement rue Vallier. Avec la station Barbès - Rochechouart (cf. Marguerite de Rochechouart) et Pierre et Marie Curie, il s’agit d'une des rares stations de Paris à porter le nom d'une femme.
Le 8 mars 1986, La Poste française émet à son effigie un timbre-poste, réalisé par Huguette Sainson.
Le 28 février 2004, la qualité d'illustre montmartroise de Louise Michel fait que son nom est donné au grand square Willette, situé au pied du Sacré-Cœur ; le square est débaptisé après une délibération du Conseil de Paris qui souhaite que le dessinateur Alfred Willette, connu pour son engagement antisémite, ne soit plus ainsi glorifié.
À Marseille, le square Louise-Michel, situé dans le quartier Belsunce (1er arrondissement) a été inauguré en 2018. Le choix de cet odonyme d’abord officieux est dû à l'initiative d'associations de Belsunce et à l’association des Amis de la Commune de 1871, qui se sont mobilisés pour la conservation et l'aménagement d'un espace public au cœur du quartier. Il est ensuite officialisé par la Ville. Il existe aussi à Marseille un rond-point Louise Michel dans le 15e arrondissement et un collège Louise Michel dans le 10e arrondissement.
Un prix français Louise Michel est décerné par le Centre d’études politiques et de sociétés de Paris et récompense une personnalité pour « les vertus de dialogue, de démocratie, de développement et de paix ». Son attribution à des dirigeants tels que le Tunisien Ben Ali ou l'Égyptien Hosni Moubarak a suscité des critiques.
En 2005 fut célébré le 100e anniversaire de la mort de Louise Michel. À cette occasion deux colloques rendirent hommage à la « bonne Louise », notamment l’important colloque du mois de mars, organisé par la Mairie de Paris et l’association culturelle Actazé, intitulé « Louise Michel, figure de la transversalité » (sous la direction de Valérie Morignat). Cet événement a rassemblé 22 spécialistes de Louise Michel qui soulignèrent sa personnalité inclassable, brillante et toujours contemporaine. Une pièce de théâtre, mise en scène par Pierre Humbert, a été réalisée pour cette occasion.
En 2011, le réseau des bibliothèques de la Ville de Paris ouvre la bibliothèque Louise-Michel dans le 20e arrondissement.
En 2013, sa panthéonisation est suggérée au sein de la société civile,,. La promotion 2014 des conservateurs du patrimoine de l'Institut national du patrimoine porte son nom.

### Héritage social
Louise Michel reste une figure emblématique du mouvement anarchiste et du mouvement ouvrier en général. Un vocabulaire relevant de celui réservé aux saintes et aux hérétiques qui lui est parfois appliqué : quand elle n’est pas la « Bonne Louise », elle est la « Vierge rouge »,,, expression dont l'universitaire Sidonie Verhaeghe retrace la généalogie dans un article.
Louise Michel est, avec George Sand, une des très rares femmes du XIXe siècle à avoir adopté le costume masculin à un moment de sa vie, fait révélateur d’une revendication féministe.[réf. souhaitée]
Son œuvre littéraire comporte peu d’écrits théoriques mais surtout de nombreux poèmes, des légendes et des contes, y compris pour les enfants auxquels elle ne cessa jamais de s’intéresser, cependant, Louise Michel est davantage passée à la postérité pour son engagement en faveur de la « révolution sociale », comme elle-même le disait.
Jean-Luc Mélenchon, dans son discours fondateur du Parti de gauche du 29 novembre 2008, se réclame de Louise Michel : « Nous plaçons le Parti de Gauche sous l'auspice tutélaire des deux visages qui dorénavant nous accompagneront : Jean Jaurès et Louise Michel ».
Ségolène Royal, candidate socialiste et première femme à accéder au second tour de l'élection présidentielle de 2007, lui consacre un chapitre de son livre Cette belle idée du courage. Elle se reconnaît dans son patriotisme — faisant chanter, comme elle La Marseillaise — ce qui avait suscité la polémique. Elle salue aussi ses combats : « Acharnée à passer la misère au scalpel. Bataillant contre les préjugés de son temps et aussi de son camp. Défendant haut et fort les ouvriers et les chômeurs, la légitimité des révoltes paysannes, le droit des femmes à l'égalité, la dignité des peuples colonisés, la mémoire des Communards ».
Olivier Besancenot, ancien porte-parole de la Ligue communiste révolutionnaire, alors porte-parole du Nouveau Parti anticapitaliste, se réclame de Louise Michel et lui a écrit une lettre ouverte.
La promotion 1984 de l'ENA porte son nom.

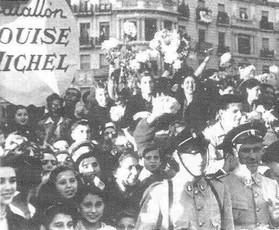
Le 28 octobre 1938, durant la guerre d'Espagne, la foule fait ses adieux au Bataillon Louise Michel.

Pendant la guerre d'Espagne (1936-1939), le 11e bataillon de la XIIIe Brigade internationale était composé d'une majorité de français et de belges et avait reçu le nom de « Louise Michel ».
Plusieurs villes ont donné son nom à des rues, par exemple à Douarnenez (Finistère), Bagnolet, Wasquehal, Lens ou encore Anzin.
Le square Louise-Michel, jardin parisien en contrebas de la basilique du Sacré-Cœur de Montmartre dans le 18e arrondissement, accueille l'Allée de l'Île-des-Pins, du nom du lieu où elle fut déportée.
En 2020, Louise Michel est le nom d'un navire de sauvetage en Méditerranée, financé par l'artiste britannique Banksy, affrété en Espagne et dont le commandement est confié à Pia Klemp.
Elle fait partie des dix statues de femmes présentées lors de la cérémonie d'ouverture des Jeux olympiques (avec l'avocate et féministe Gisèle Halimi, la philosophe et poétesse Christine de Pizan, l’exploratrice Jeanne Barret, l'écrivaine et révolutionnaire Olympe de Gouges, la réalisatrice Alice Guy, la cadre sportive Alice Milliat, l’écrivaine Paulette Nardal, la philosophe Simone de Beauvoir et la femme politique Simone Veil), qui sont réinstallées le 26 juillet 2024 rue de la Chapelle.

## Œuvres sur ou autour de Louise Michel

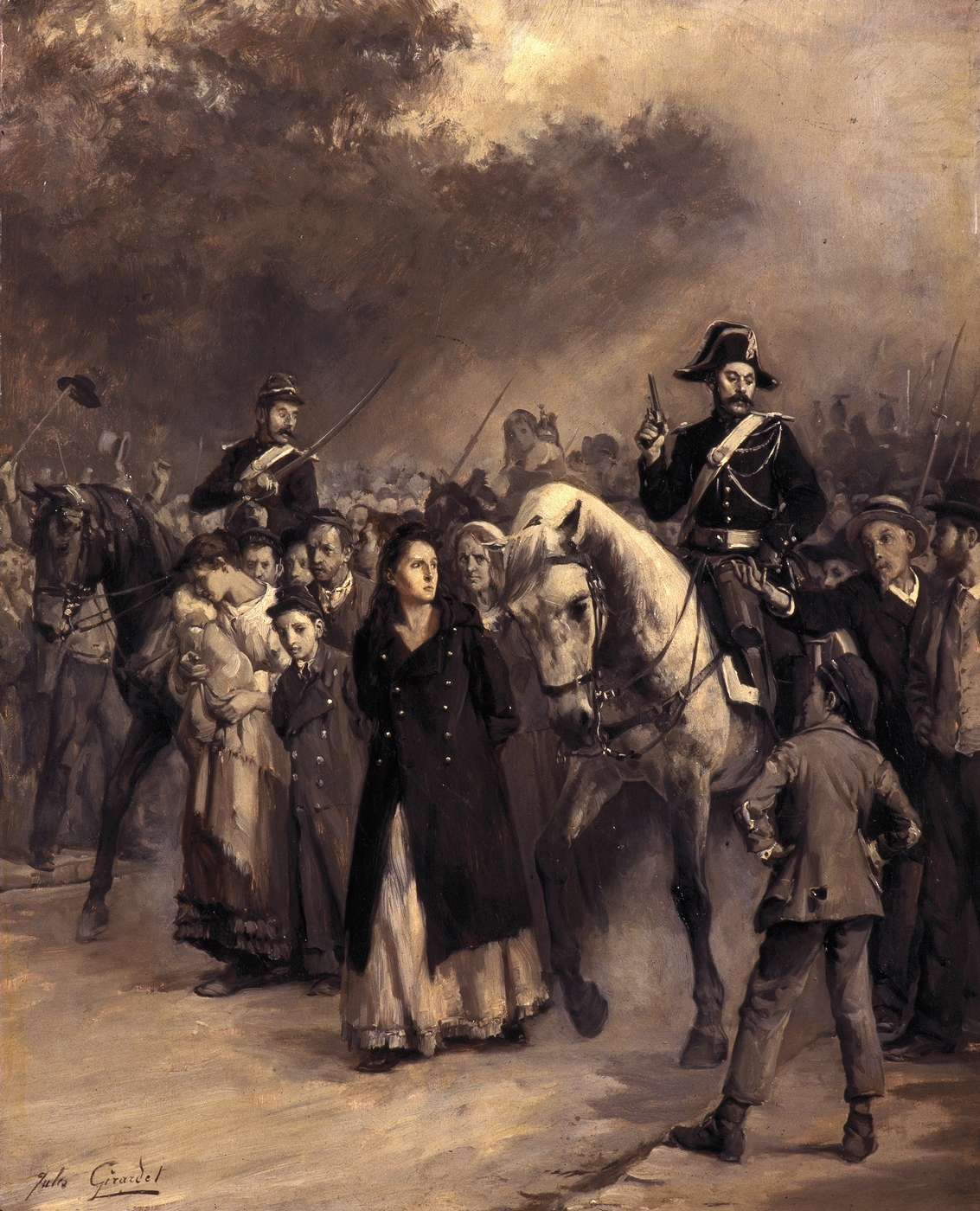
L'Arrestation de Louise Michel, Girardet, 1871.

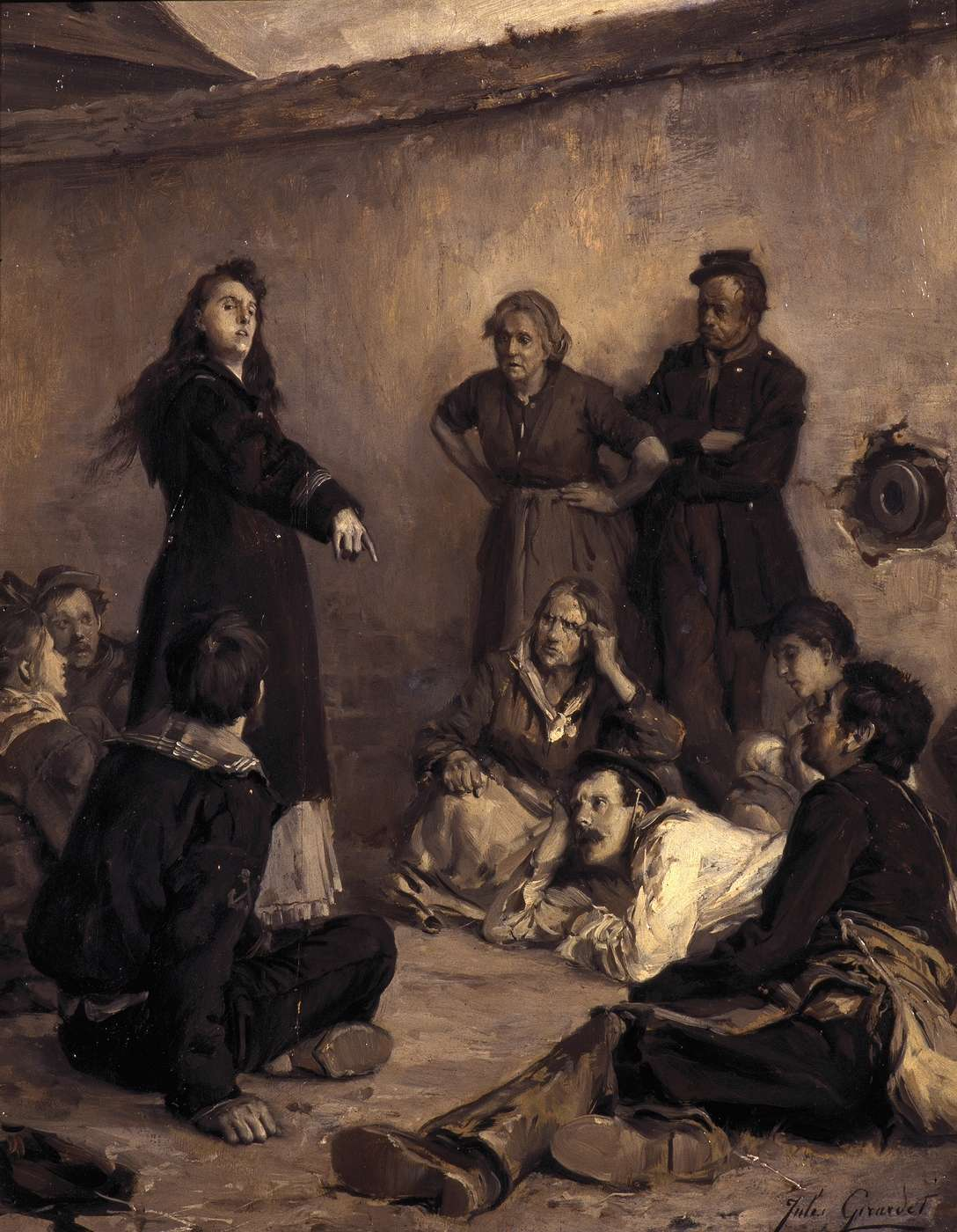
Louise Michel à Satory, Girardet, 1871.

### Musique, chanson, théâtre
- La Louve noire de Giancarlo Ciarapica, pièce de théâtre créée au festival d'Avignon 2008, avec Pauline Latournerie, édité chez Christophe Chomant éditeur.
- La chanteuse Michèle Bernard, écrit et interprète un spectacle chanté sur Louise Michel : L'Oiseau Noir du Champ Fauve - Cantate pour Louise Michel (mise en scène de Pierre Kuentz, création au théâtre de la Renaissance à Oullins en mars 2001, avec l'ensemble vocal Résonance Contemporaine et Les Percussions de Treffort, direction musicale Alain Goudard, costumes de Frédérique Marie Nuñez). On retrouve toutes les chansons de ce spectacle sur un CD. (EPM, novembre 2004. Réédité en 2015).
- En 2005, Clément Riot rend hommage à Louise Michel dans son épopée acousmatique Daoumi - In memoriam Louise Michel[120].
- Le groupe de rock français Les Ablettes, dans son album éponyme, consacre une chanson à la Commune de Paris intitulée Louise Michel.
- La chanteuse Juliette l'évoque dans sa chanson Rimes féminines : « […] l'enragée Louise Michel ».
- La comédienne-chanteuse Marie Ruggeri conçoit un spectacle théâtral et musical : Louise Michel, écrits et cris, à partir des mémoires et de la correspondance de Louise Michel. Ce spectacle, salué par la critique tant parisienne que de province, fait apparaître la combattante inlassable que fut Louise Michel pour les droits de l'Homme et des femmes mais aussi la petite fille bâtarde, la femme écorchée vive avec ses blessures et ses doutes, loin de l'image d’Épinal qu'elle est parfois devenue[réf. nécessaire].
- En 2005 l'artiste Éric Mie lui rend hommage avec sa chanson Louise, parue en 2009 dans l'album Le Choléra. Cette ballade épurée prend la forme d'une supplique onirique dénonçant, sur le ton de la confidence, les coupables mollesses des héritiers de la France de Louise Michel.
- En 2013, Georges Dupuis écrit Dans le regard de Louise, pièce de théâtre d'après les Mémoires de Louise Michel, jouée à partir de février 2013 au théâtre Le Ranelagh (Paris 16e)[121]. L'auteur imagine un personnage, le docteur Pelletier, qui est son antithèse, mais avec qui elle développe une merveilleuse amitié.
- Louise Michel, la louve d'Alain Duprat, pièce de théâtre créée à Levallois en 2013 avec Clémentine Stépanoff, mise en scène d'Emmanuel Desgrées du Loû, et reprise notamment au Théo Théâtre et au Guichet Montparnasse (Paris) en 2015-2016, ainsi qu'au festival Off d'Avignon en 2016, 2018 et 2019. La pièce retrace le parcours de Louise Michel, faisant partager ses passions et convictions de la Commune à la Nouvelle-Calédonie.
- La Plume et le Fusil, monologue à partir de textes de Louise Michel ; avec Émilie Paillard (interprétation) Mirabelle Rousseau (mise en scène) / Muriel Malguy (dramaturgie) ; production Le T.O.C., 2019

### Illustration
- Le dessinateur Jihel a rendu hommage de très nombreuses fois à Louise Michel dans sa série Ciment de l'histoire, souvent de manière satirique, en y faisant figurer des personnages comme Théophile Ferré, Jean-Baptiste Clément, Emile Thirifocq, Gustave Flourens, etc. Également dans les séries L'Idée noire, 31 numéros sur fond rouge visibles en intégralité sur un site consacré à Talleyrand, puis La Pierre noire, série sur fond bleu, certainement la plus recherchée de toutes les séries de l'artiste car réalisée aux États-Unis.
- Le peintre Jules Girardet a peint plusieurs tableaux dont Arrestation de Louise Michel, 1871, (musée d'art et d'histoire de Saint-Denis) et Louise Michel à Satory (1871).
- « Cent bâtons pour Louise Michel » : le poète Serge Pey a réalisé en octobre 2009 dans la ville de Poitiers, à la galerie Louise Michel, une exposition d'une centaine de « bâtons de poèmes », accompagnés de chants kanaks, d'un drapeau noir et d'un ventilateur, en hommage à la militante anarchiste.
- Louise Michel, lithographie de Félix Vallotton, 1894.
- En 2020, l'artiste Banksy fait l’acquisition d'un navire destiné à porter secours aux migrants en mer Méditerranée. Portant le nom de Louise Michel, le navire a été peint par l'artiste. En outre, l'équipage comprend de nombreuses femmes, dont la capitaine Pia Klemp, anarchiste militant pour les droits de l'homme, et porte des valeurs féministes, antiracistes et antifascistes[118]. Le management à bord suit une organisation horizontale[122].
- Louise Michel est l'un des personnages des Tomes 8 et 9 : Le sang des cerises, de la série de bande dessinée Les passagers du vent de l'auteur et illustrateur François Bourgeon. On y retrouve en toiles de fond historiques les périodes de la Commune de Paris et de sa déportation en Nouvelle-Calédonie aux côtés des personnages de Nathalie Lemel et Henri Rochefort.

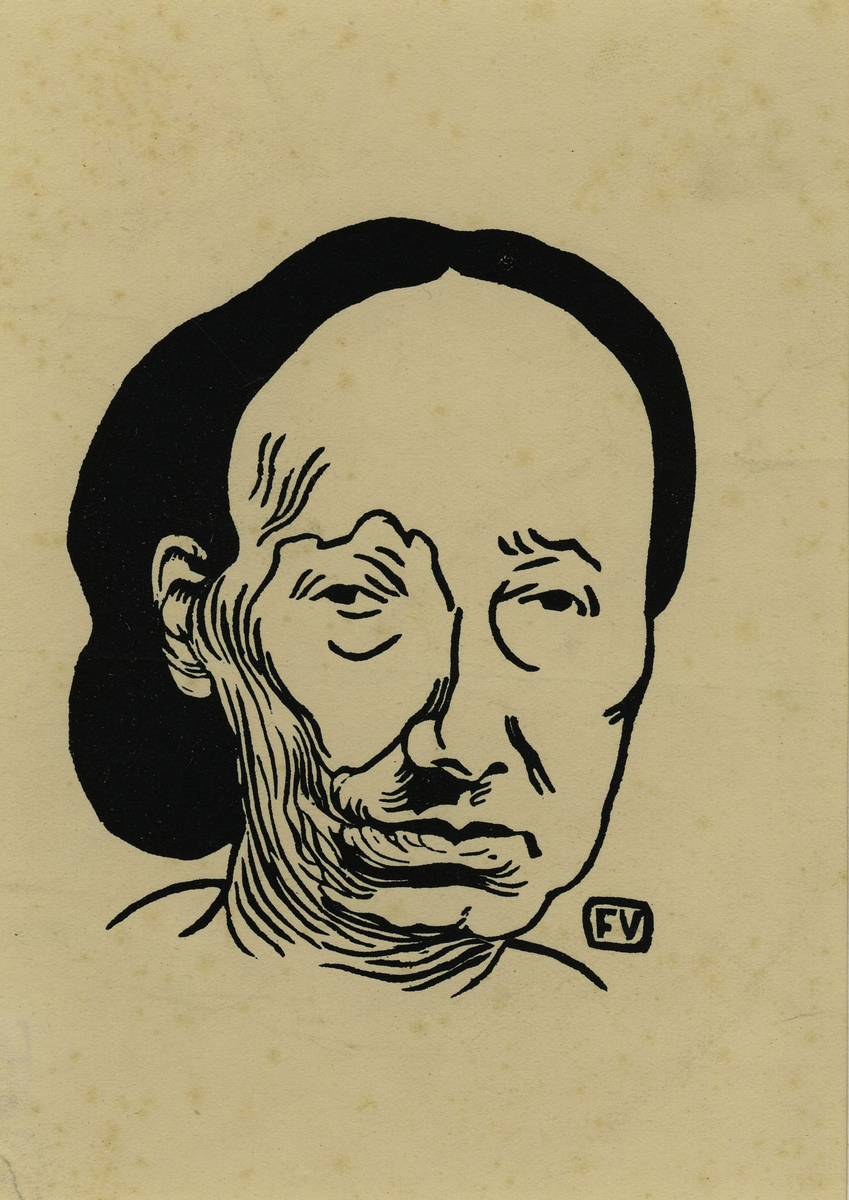
Louise Michel par Félix Vallotton

### Timbre-poste
Le 10 mars 1986, l'administration des PTT émet un timbre-poste à son effigie d'une valeur faciale de 1,80 franc, dans le cadre de « L'hommage aux femmes ». La dessinatrice du timbre est Huguette Sainson, ».

### Cinéma
- Le scénario du troisième film (2008) de Benoît Delépine et Gustave Kervern, intitulé Louise-Michel (une ouvrière engage un tueur à gages pour faire abattre son patron), bien qu'il ne traite pas du personnage historique, fait néanmoins référence à la personnalité de Louise Michel dans la radicalité du message qui est exprimé. Le film se clôt par une citation de celle-ci.
- Dans le film biographique, Louise Michel, la rebelle, réalisé par Sólveig Anspach, et sorti en France le 7 avril 2010, Louise Michel est interprétée par Sylvie Testud[124]. Ce film traite de la période de sa déportation en Nouvelle-Calédonie.
- Louise Michel est un des personnages du film d'animation de Michel Ocelot Dilili à Paris, racontant l'histoire d'une jeune fille kanake devant résoudre un mystère d'enlèvements de fillettes dans le Paris de la Belle Époque. La militante politique, qui a été son institutrice, l'aide dans son enquête[125],[126].

### Télévision
- Le Temps des cerises : la Commune de Paris, Signes des Temps, Radio-télévision belge de la Communauté française, Sonuma, 23 mars 1971, « voir en ligne », sur sonuma.be (consulté le 19 novembre 2016).
- Louise Michel : la vierge rouge, documentaire FR3 Nancy de Michel Guillet, 3 décembre 1978. 26,10 minutes.« Extrait », sur ina.fr (consulté le 19 novembre 2016)
- Michel Ragon : « Georges & Louise », Radio-télévision belge de la Communauté française, Sonuma, 27 janvier 2000, « voir en ligne », sur sonuma.be (consulté le 19 novembre 2016).